# Bastonașul
Bastonașul este un film românesc din 1962 regizat de Iancu Moscu.